# Gonomyia hodgkini
Gonomyia hodgkini är en tvåvingeart som beskrevs av Alexander 1950. Gonomyia hodgkini ingår i släktet Gonomyia och familjen småharkrankar. Inga underarter finns listade i Catalogue of Life.